# Douy-la-Ramée
Douy-la-Ramée är en kommun i departementet Seine-et-Marne i regionen Île-de-France i norra Frankrike. Kommunen ligger i kantonen Lizy-sur-Ourcq som tillhör arrondissementet Meaux. År 2022 hade Douy-la-Ramée 388 invånare.

## Befolkningsutveckling
Antalet invånare i kommunen Douy-la-Ramée
| Referens: INSEE |